# قطعنامه ۱۸۷۶ شورای امنیت
قطعنامه ۱۸۷۶ شورای امنیت سازمان ملل متحد که در تاریخ ۲۶ ژوئن ۲۰۰۹ تصویب شد، سندی بین‌المللی دربارهٔ گسترش ماموریت دفتر پشتیبانی از ایجاد صلح سازمان ملل متحد در گینه بیسائو تا ۳۱ دسامبر ۲۰۰۹ است. این قطعنامه طی نشست ۶۱۵۲ام با ۱۵ رای موافق، ۰ مخالف و ۰ ممتنع تصویب شد.